# Royal Botanic Gardens (Sydney)
I Royal Botanic Gardens (in italiano: i giardini reali botanici di Sydney) sono il più centrale dei tre giardini botanici più importanti aperti al pubblico di Sydney (gli altri due sono il Mount Annan Botanic Garden e il Mount Tomah Botanic Garden).